# Капилевич, Григорий Вульфович
Григо́рий (Гирш) Ву́льфович Капиле́вич (27 ноября 1918, Кличев, Чериковский уезд, Могилёвская губерния, РСФСР — 8 августа 1999, Рочестер, США) — советский деятель образования, педагог. Директор Йошкар-Олинского технологического техникума Марийской АССР (1961—1981). Заслуженный учитель школы РСФСР (1979), заслуженный учитель школы Марийской АССР (1968). Участник Великой Отечественной войны. Член ВКП(б).

## Биография
Родился 27 ноября 1918 года в Кличеве ныне Могилёвской области Белоруссии в семье служащих.
В 1937 году окончил среднюю школу в Минске, в 1941 году — физико-математический факультет окончил Витебского педагогического института имени С. М. Кирова. Педагогическую деятельность начал в 1940 году учителем средней вечерней школы в Витебске.
В марте 1942 года призван в РККА. Участник Великой Отечественной войны: командир огневого взвода 364 запасного стрелкового полка 11 запасной стрелковой дивизии Южно-Уральского военного округа; 746 зенитного артиллерийского полка 1 корпуса ПВО Центрального округа ПВО на Карельском фронте, лейтенант. Демобилизовался из армии в декабре 1945 года. Награждён орденом Отечественной войны II степени и 5 боевыми и юбилейными медалями.
В 1946 году приехал в Йошкар-Олу: преподаватель физики, с 1947 года — заместитель директора по учебной работе Марийского радиомеханического техникума.
В 1961—1981 годах был директором Йошкар-Олинского технологического техникума. За время руководства этим техникумом оказывал большую практическую помощь начинающим преподавателям, классным руководителям и воспитателям техникума. При его активном участии значительно укреплена учебно-материальная база техникума, улучшены жилищно-бытовые условия преподавателей. Большое внимание он уделял развитию технического творчества учащихся. В учебных мастерских, при каждом кабинете и лаборатории работали кружки творчества. Техникум неизменно занимал призовые места на выставках технического творчества учащихся средних специальных учебных заведений Минбыта РСФСР, в 1978 году занял 1 место и был награжден Почетной грамотой Минбыта РСФСР.
Занимался и общественной деятельностью: трижды избирался депутатом Йошкар-Олинского городского Совета народных депутатов.
За заслуги в сфере среднего профессионального образования в 1968 году ему присвоено почётное звание «Заслуженный учитель школы Марийской АССР», в 1979 году – звание «Заслуженный учитель школы РСФСР». За заслуги в деле подготовки и воспитания молодых специалистов для предприятий службы быта он награждён орденами Трудового Красного Знамени и «Знак Почёта», 4 медалями и дважды — Почётной грамотой Президиума Верховного Совета Марийской АССР.
В конце жизни выехал на постоянное место жительства в США. Скончался 8 августа 1999 года в американском Рочестере.

## Звания и награды
- Заслуженный учитель школы РСФСР (1979)[1][2][3]
- Заслуженный учитель школы Марийской АССР (1968)[2][1][3]
- Нагрудный знак «Отличник службы быта»[2]
- Орден Трудового Красного Знамени (1971)[1][2][3]
- Орден «Знак Почёта» (1981)[1][2][3]
- Орден Отечественной войны II степени (06.04.1985)[4][6]
- Медаль «За оборону Советского Заполярья»[4][7]
- Медаль «За победу над Германией в Великой Отечественной войне 1941—1945 гг.» (09.05.1945)[4][7]
- Медаль «За доблестный труд. В ознаменование 100-летия со дня рождения Владимира Ильича Ленина»
- Почётная грамота Президиума Верховного Совета Марийской АССР (1960, 1968)[1][2][3]